# Stefan Uroš II Milutin
Stefan Uroš II Milutin (serbisk kyrilliska: Стефан Урош II Милутин), född 1253, död 29 oktober 1321, var Serbiens kung från 1282, efter att hans bror Stefan Dragutin hade abdikerat och blivit kung över Srem, som då utgjordes av ungerskt territorium och inte kunde införlivas med Serbien, till 1321, då han efterträddes av Stefan Uroš III Dečanski.
Han var son till kung Stefan Uroš I och dennes fru Helena av Anjou. Under hans tid växte Serbien till den starkaste makten på Balkan i samma mån som Bysans försvagades, då han erövrade norra Makedonien.
Milutin gifte sig med den bysantinske härskaren Andronikos II Palaiologos dotter Simonida och hade bysantinska förebilder för styrelse och förvaltning, vilket även avspeglade sig i klosterarkitekturen. Dessförinnan var han gift med Anna, bulgariska tsaren George I:s dotter, samt Elizabeth, dotter till Stefan V av Ungern. Med Anna fick han sonen Stefan Uroš III Dečanski samt dottern Anna Neda som gifte sig med den bulgariske härskaren Mikael Asen III. Med Elizabeth fick han sonen Stefan Konstantin.
Stefan Uroš II Milutin uppförde bland annat Graçanicaklostret.